# 중국붉은배영원
중국붉은배영원(학명: Cynops orientalis)은 붉은배영원속에 속하는 중국 원산의 소형 영원의 일종이다. 몸길이는 5.6-10.2cm이며, 몸은 전체적으로 윗부분이 흑색, 밑부분이 선명한 주황색을 찐다. 일본붉은배영원과 더불어 애완동물 가게에서 흔히 보이는 영원 종류로, 크기와 배색이 비슷하기 때문에 서로 혼동되기도 한다. 중국붉은배영원 쪽이 피부 질감이 좀더 미끈하고 꼬리가 뭉툭하며, 이선(耳腺)이 도드라지지 않는다.
중국 동부 중위도 지역의 아열대 삼림지역에 주로 분포하며, 웅덩이나 연못이 많고 초목이 우거진 얕은 물가를 거처로 삼는다. 여타 양서류들처럼 겨울철에는 동면을 한다. 이 시기에는 항상성 유지를 위해서 간에서 멜라닌 세포가 생성되는데, 이로 인하여 피부색이 더 까맣게 변한다.
한편, 전사체 분석 과정에서 종래에는 어류의 생식샘에서만 발견된다고 알려진 전사억제제 유전자(GSDF, Gonadal soma-derived factor)가 발견되어 일부 사지동물 역시 해당 유전자를 보유하고 있다는 것이 증명되기도 하였다.